# Loudetiopsis
Loudetiopsis Conert é um género botânico pertencente à família Poaceae.

## Sinônimo
- Diandrostachya (C.E.Hubb.) Jacq.-Fel.